# Peter Jacobs (architecte paysagiste)
Pour les articles homonymes, voir Peter Jacobs.
Peter Jacobs, né à Montréal (Québec, Canada) le 3 décembre 1939, est un architecte paysagiste, spécialiste de la conservation et du développement des paysages ruraux et nordiques et du design de paysages urbains. Il est professeur émérite à l’École d’urbanisme et d’architecture de paysage de l’Université de Montréal, président émérite de la Commission de la planification environnementale de l’Union internationale de la conservation de la nature (UICN), ancien président de l’Association des architectes paysagistes du Canada, président de la Commission de la qualité de l’environnement Kativik (depuis 1979), et membre de l’Académie royale des arts du Canada ,.
« Peter a marqué des générations d’étudiants en apportant un angle historique, philosophique, environnemental et social à la discipline de l’architecture du paysage et en enrichissant le regard posé sur les pratiques actuelles et à venir tout comme sur celles du passé ».

## Biographie
Peter Jacobs est né le 3 décembre 1939 à Montréal. Ses parents sont originaires de New York : Jacob Joseph Jacobs, diplômé en génie chimique et Frances Alexander, diplômée en langues anciennes. Son intérêt pour la nature et les paysages se sont développés lors de ses nombreuses vacances familiales en bord de mer et dans la forêt boréale . C’est au contact de la diversité et de la convivialité de Montréal que Peter Jacobs se sensibilise au champ de l’urbanisme. Sa conjointe, Ellen Vineberg Jacobs, est Professeure Éméritat Distinguée de l'Université Concordia à Montréal.
Il est détenteur d’un baccalauréat ès arts en génie civil et beaux-arts (1961) de l’Antioch College et a poursuivi ses études au Harvard Graduate School of Design où il a obtenu une maîtrise en architecture (1964) et une maîtrise en architecture de paysage (1968). Il a par la suite complété des études doctorales en écologie humaine à Dalhousie University en Nouvelle-Écosse (1970). 
Après ses études, Peter Jacobs entreprend une carrière à la fois académique et professionnelle. C’est après une pratique en architecture qu’il se concentre sur la planification du paysage et du design urbain. En 1971, il devient professeur agrégé et, en 1979, professeur titulaire à l’École d’architecture de paysage de l’Université de Montréal. Il fut le premier directeur de l’École d’architecture de paysage en 1978  et vice-doyen de la faculté de l’aménagement (1977 – 1984),. 
Peter Jacobs est fellow et ancien président de l’Association des architectes paysagistes du Canada (AAPC) (1978-1980), fellow de l’American Society of Landscape Architects (ASLA) et a agi comme délégué senior du Canada auprès de la Fédération internationale des architectes paysagistes (FIAP). En 2016, Jacobs devient président du Conseil du patrimoine de la ville de Montréal,. C'est en 2020 qu'il reçoit l'Ordre du Canada en plus de se voir remettre la médaille du Gouverneur général pour son immense contribution à l'architecture de paysage. 

## Principales réalisations et contributions
Peter Jacobs est un pionnier dans son domaine d’intervention et son œuvre académique et professionnelle, unique par son ampleur et son caractère novateur, est reconnue au Québec comme à l’international .

### Le développement pédagogique d’un nouveau champ d’études
Son enseignement porte sur la structure et le sens du paysage urbain ainsi que sur l’appartenance, l’équité et l’intégrité des formes du paysage comme critères de conception. Grâce à ses expertises, Peter Jacobs a été invité à siéger à plusieurs comités d’évaluation de programmes d’enseignement au Canada, en Israël, en Colombie, en France, en Chine et en Espagne. Il a également donné des cours intensifs et des ateliers de design dans plus de 50 universités à travers le monde,.
Il poursuit activement ses recherches sur le développement et la conservation durable et équitable des paysages au sein de l’Union internationale de la conservation de la nature (IUCN), comme président de la Commission de la qualité environnementale Kativik (KEQC) depuis 1979 et comme président du comité-conseil public pour L’état de l’environnement au Canada (1991).

### La naissance de l’évaluation environnementale
Peter Jacobs a participé, à titre de président et de membre des Commissions d'audiences publiques sur l'environnement, à des dossiers portant sur le développement urbain et le Grand Nord. En 1980, il a agi comme président de la consultation publique sur l’avenir du Détroit de Lancaster en Arctique et, depuis 1979, comme président de la Commission de la qualité de l'environnement à Kativik. Il a également présidé l’Étude des impacts sur l’environnement du projet hydroélectrique Grande-Baleine. 
En matière d'urbanisme, il a participé au Bureau d’audiences publiques sur l’environnement, au Bureau de consultation de Montréal et à l'Office de consultation publique de Montréal pour des dossiers portant sur le développement des quartiers urbains, l’infrastructure urbaine et la planification des grands parcs métropolitains,. 
En 1990, en tant que membre du Conseil canadien de la recherche sur l’évaluation environnementale, il a publié le rapport de recherche « Développement durable et évaluation environnementale : perspectives de planification d’un avenir commun ». Sur le plan international, il a agi comme consultant auprès de programmes parrainés par l’UNESCO, l’UNU, et l’UICN. 

### Les rapports entre paysage et culture
L’une des principales pistes de recherche développées par Peter Jacobs est liée à l’impact de la culture et des valeurs sur la perception et la gestion des paysages. Plusieurs missions internationales auxquelles il a participé en Afrique, en Amérique latine, en Australie, en Europe et dans le Grand Nord du Québec, ont fourni des données riches relatives à la diversité des pratiques de gestion et de conception des paysages en fonction des différences culturelles.  
Ses séjours à Dumbarton Oaks, Washington D.C, en tant que chercheur et président du Collège des « Senior Fellows » du programme de Landscape and Garden Studies, et comme le Beatrix Farrand Distinguished Fellow ont permis d’évaluer les diverses visions du paysage à travers la lentille de la culture.  

### Le service communautaire
L’engagement communautaire de Peter Jacobs s’est démarqué par son désir d’arrimer les pratiques professionnelles avec la recherche académique au service de la population. En tant que président de la Commission de la planification environnementale, de 1978 à 1990, il a assisté au développement des programmes de la conservation de la nature dans de nombreux pays. Ses activités environnementales ont porté sur la conservation de la nature, la préservation de l'espace libre urbain et sur le développement des politiques, programmes et plans liés au développement équitable et durable. 
Peter Jacobs a servi comme vice-président de Solomon Schechter Academy (1973-76), conseiller auprès de la Society for the Protection of Nature en Israël, membre du Comité conseil interculturel de Montréal et comme président de la Bibliothèque publique juive de Montréal (1996-2000). Il a également été président du Comité de planification et d'allocations du Conseil Administratif de la Fédération CJA , du Conseil d'administration de UIA Canada et des Fonds national juif. Il devient officier de la congrégation Shaar Hashomayim à Westmount, Québec, au cours de l'année 2020.

## Prix et distinctions
Cette liste provient du portail de recherche de l'Université de Montréal  :
- 2020 : Membre de l'Ordre du Canada
- 2020 : Médaille du Gouverneur général
- 2016 : Professeur émérite de l’Université de Montréal [1]
- 2015 : Membre de l’Académie royale des arts du Canada [3]
- 2013 : Prix Frederick G. Todd de l’Association des architectes paysagistes de Québec[4]
- 2013 : Prix « Pierre angulaire » de Héritage Montréal
- 2010 : Prix Aménagement: « Un jardin du conte », Les Arts et La Ville, Ville de Montréal[16]
- 2009 : Prix du Mont-Royal des Amis de la Montagne et de la Ville de Montréal
- 2008 : Premier lauréat - Beatrix Farrand Distinguished Fellow, Dumbarton Oaks, Washington, DC, Harvard University
- 2008 : Prix de l’enseignement de l’Association des architectes paysagistes du Canada
- 2007 : Prix de service distingué de la Fédération CJA de Montréal
- 1998 : Membre honoraire de la Sociedad Colombiana de Arquitectos Paisajistas
- 1994 : Prix du président de l’Association des architectes paysagistes du Canada
- 1994 : Mérite régional des Prix d’excellence nationaux de l’Association des architectes paysagistes du Canada. Projet : Le Projet de paysage du faubourg Québec – Montréal (en collaboration avec Philippe Poullaouec-Gonidec et Bernard St-Denis)
- 1993 : Médaille Commémorative du 125e anniversaire de la Confédération du Canada, Prix du Gouverneur général du Canada
- 1993 : Citation régionale des Prix d’excellence nationaux de l’Association des architectes paysagistes du Canada. Projet : La Place Berri - Montréal (en collaboration avec Philipe Poullaouec-Gonidec et la Division de l’aménagement des parcs de la Ville de Montréal)
- 1992 : Mention spéciale; Prix de l’Ordre des architectes du Québec. Projet : La Place Berri - Montréal (en collaboration avec Philippe Poullaouec-Gonidec)
- 1990 : Élu Membre agrégé (Fellow), American Society of Landscape Architects
- 1988 : Prix A. H. Tammsaare, décerné par l’Union internationale pour la conservation de la nature et de ses ressources (IUCN).
- 1986 : Membre agrégé (Fellow), Association des architectes paysagistes du Canada

## Publications (Listes sélectives)
Cette liste provient du portail de recherche de l'Université de Montréal 

### Livres et Collections
- 2009 : Jacobs, Peter; Nunavik : Un environnement en évolution : Une évaluation environnementale et sociale du développement nordique 1979 – 2009; Commission de la qualité de l’environnement Kativik, Kuujjuaq. Avec Daniel Berrouard et Mireille Paul
- 2000 : Jacobs, Peter et Foisy Oswald (2000); Les Quatre Saisons du Mont Royal ; Méridien, Montréal; 140 p.
- 1987  : Jacobs, Peter & Munro, David, eds. Conservation with Equity: Strategies for Sustainable Development ; Proceedings of the Ottawa Conference on Implementing the World Conservation Strategy, IUCN. 466 p.
- 1986 : Jacobs, Peter & Châtignier, Hervé. Ed. Proceedings of the Kativik Environment Conference, Kujuuak, QC. Kativik Regional Government; Editions Boulard; 319 p.
- 1985 : Jacobs, Peter, ed.. "Environmental Planning and Management for Sustainable Development"; Special Issue of Landscape Planning. Elsevier Scientific Publishing Co., Amsterdam, 1985, 110 p.
- 1983 : Jacobs, Peter et Robert, Francine, éd. Stratégie de conservation de l'eau, Colloque international tenu à la Ville de Québec,  juin 1981, mars 1983, 418 p.
- 1981 : Jacobs, Peter, Environmental Strategy and Action: The Challenge of the World Conservation Strategy, University of British Columbia Press, Vancouver, 99 p.
- 1981: Jacobs, Peter, "Population, ressources et environnement, Étude régionale du Détroit de Lancaster, Affaires indiennes et du Nord Canada, 69 p.
- 1979 : Jacobs, Peter, ed. "Canada:  Landscape Planning for People". Landscape Planning , Vol. 6, no. 2, August, Elsevier Scientific Publishing, Amsterdam, 153 p.

### Chapitres de livres
- 2013 : Jacobs, Peter; Modern Garden Types; in: A Cultural History of Gardens in the Modern Age; John Dixon Hunt and Michael Leslie, eds. Bloomsbury Publishing; London
- 2007 : Jacobs, Peter; Echoes, F. Parade : Fernando Chacel’s Gardens in the coastal Plain of Jacarepaguà; Contemporary Garden Aesthetics, Creations and Interpretations ; Harvard Press and Dumbarton Oaks, Spring
- 2007 : Heyes, S. and Jacobs, P.; « Loosing Place : Diminishing Knowledge of the Arctic Coastal Landscape »;  in : Different Takes on Place ; F. Vaudary, J. Malpas, M. Higgins eds.; The National Museum of Canberra, Australia, Spring
- 1994 : Jacobs, Peter; Bouchard, Michel and Lépine, Brigitte. To leave as much and as good; in Keeping Ahead : the inclusion of long term futures in Environmental Impact Assessment, R.E. Munn, Editor; Institute of Environmental Studies, Toronto
- 1990 Sadler, Barry and Jacobs, Peter; A Key to Tomorrow: on the relationship of environmental assessment and sustainable development; in: Sustainable Development and environmental assessment ; CCEARC, Ottawa
- 1989 : Jacobs, Peter; The magic mountain; An urban landscape for the next millenium; in: Grass roots, Greystones, and Glass Towers ; Brian Demchinsky, ed.; Vehicle Press, Montreal
- 1988 : Jacobs, Peter. Towards a network of knowing and of planning in the Canadian North; In: Knowing the North, William Wonders, ed., Boreal Institute for Northern Studies; Edmonton, Alberta
- 1984 : Jacobs, Peter. The Lancaster Sound Regional Study, in Culture and Conservation :  The Human Dimensionin Environmental Planning, J.A. McNeely and D. Pitt, Editors, Croom Helm; London, 65-80
- 1984 : Jacobs, Peter. Environmental Planning and Rational Use; in : Sustaining Tomorrow:  A Strategy for World Conservation and Development, Thibodeau & Field Ed; U. Press of New England, Hanover and London, 77-85

### Commissions et expositions professionnelles
- 2012 : Landscape Theory and practice: Un cours virtuel conçu pour l’Association Royale Canadienne d’Architecture en collaboration avec l’Université Athabasca
- 2000 : St-Denis, Bernard et Jacobs, Peter; Requalification du boulevard Champlain : Énoncé d’une stratégie de mise en œuvre du projet de paysage, ministère des Transports du Québec et la Commission de la capitale nationale du Québec; Chaire en paysage et environnement
- 1996 : Évaluation et plan stratégique du développement du Jardin botanique de Montréal, parcs et équipements scientifiques de la Ville de Montreal
- 1994 : Consultant, Station de métro à la place Berri ; avec Philippe Poullaouec-Gonidec et Jacques Rousseau ; Commission des Transports de la Ville de Montréal
- 1993 : Membre du comité expert pour le réaménagement et le Plan directeur du Parc des îles; Ville de Montreal
- 1993 : Consultant auprès du Comité consultatif du réaménagement du boulevard René-Lévesque et Dufferin, Ville de Québec; Commission de la capitale nationale de Quebec
- 1992 : Concept, programme et design de la Place Berri, avec P. Poullaouec-Gonidec et le module des Parcs, Montréal
- 1991 : Consultant avec Jean Claude Marsan, John MacLeod; Philippe Poullaouec-Gonidec et Bernard St-Denis; Schéma d'aménagement de l'École des hautes études commerciales, Université de Montréal